# Bruno Paparella
Bruno Paparella (Ferrara, 14 settembre 1922 – Roma, 29 ottobre 1977) è stato un attivista italiano dirigente dell'Azione Cattolica e poi Segretario Generale.
Fu partigiano nella 33ª brigata Ferrara, presidente dell'Azione Cattolica di Ferrara nel triennio 1946-1949, presidente dei Comitati Civici ferraresi nelle elezioni del 18 aprile 1948, vice segretario generale dell'Azione Cattolica dal 1948 al 1952 poi segretario generale fino al 1972. Divenne responsabile della formazione permanente dell'Università Cattolica del Sacro Cuore.

## Biografia
Nasce a Ferrara il 14 settembre 1922 in via Savonarola n. 34, da Gianna Sibaud e Alighiero, ambedue insegnanti, primo di quattro figli (Ercolina 1924-2006, Edmondo 1926-2016 e Lydia 1929). Cresce in una famiglia di radicate tradizioni religiose e sempre attenta ai bisogni educativi dei giovani e dei carcerati, distaccata nei confronti del fascismo sin dai primi anni. Il padre Alighiero decorato con una croce al merito di guerra nella prima guerra mondiale e Cavaliere di Vittorio Veneto, viene segnalato dal regime fascista per la sua amicizia con il prof. Emanuel Merdinger - ebreo di origine rumene.

## Azione Cattolica
Nella Parrocchia della Conversione di San Paolo, il Parroco - don Lelio Calessi - incoraggia i giovani a rendersi essi stessi educatori per gli altri giovani e sviluppare una fede matura e profonda. Nella stessa Parrocchia in quegli anni cresceranno, tra gli altri, l'arch. Carlo Bassi e il dott. Giuseppe Ferraresi che sarà presidente dell'AC ferrarese negli anni '80, così come tanti altri protagonisti della ricostruzione di Ferrara del secondo dopoguerra.
Frequenta il Liceo Ariosto a Ferrara, ottenendo la maturità classica nel 1941.
Nel 1936 è Presidente Gioventù Italiana Azione Cattolica della Parrocchia di S. Paolo (a soli quattordici anni) e dal 1939 è Presidente Diocesano G.I.A.C. fino al 1946. Ci volle un intervento dell'Arcivescovo Ruggero Bovelli per avere l'autorizzazione del babbo ad assumere l'incarico Diocesano. Inizia così una lunga e totalizzante militanza nell'Azione Cattolica a cui dedicherà l'intera sua vita.
Nel 1943 anche i nati del 1922 vengono richiamati alle armi. Alcuni giovani cattolici scelsero la clandestinità, ma Bruno andò militare soprattutto perché temeva una rappresaglia sulla sua famiglia visto che era già tenuta sotto controllo dal regime fascista a causa del babbo. 
Dal 1943 dopo l’instaurazione della Repubblica di Salò, partecipa in modo sempre più attivo ai movimenti cattolici antifascisti. Nel 2021 emergono le carte di una sua partecipazione ad un progetto di costituzione di un Fronte Giovanile Cristiano promosso da Giorgio Franceschini a cui partecipavano giovani come Carlo Bassi ed altri. Parteciperà al terzo Comitato di Liberazione Nazionale cittadino e alla 35ª Brigata partigiana Ferrara.
Non ha mai parlato del suo ruolo nelle attività clandestine di quegli anni. Il suo fraterno amico dott. Giovanni Fallani - ex responsabile dell'ufficio stampa dell'Azione Cattolica - ricorda, in un volume di testimonianze degli amici a dieci anni dalla scomparsa di Bruno, il suo ruolo attivo nel passaggio di informazioni dal comando tedesco dove svolgeva il servizio militare. 
Nell'aprile del 1945 l’Arcivescovo Ruggero Bovelli assunse un ruolo fondamentale in una città dove le autorità civili latitavano e il CLN era ancora in clandestinità. Ospiterà in Arcivescovado il c.d. terzo CLN ferrarese, al fine di dargli la possibilità di riunirsi in sicurezza e a quegli incontri anche Bruno partecipò dando il suo apporto. 
Bruno verrà nominato Presidente Diocesano Azione Cattolica dal 1946 fino al 1949, a soli 24 anni ed in un momento così delicato. Si troverà pertanto a ricoprire il ruolo di Presidente Diocesano anche dei Comitati Civici durante le elezioni del 18 aprile 1948, in un territorio caratterizzato da forti tensioni sociali e dove il Partito Comunista aveva la maggioranza assoluta degli elettori. Bruno ricordava spesso che "facemmo quella campagna non solo con vera passione politica, ma soprattutto con animo e passione profondamente religiosa, perché ci stavano a cuore dei valori profondi, più profondi di quelli politici contingenti di allora".
In quegli anni e nonostante i molteplici impegni, il 19 febbraio 1948, si laurea in lettere antiche all’Università Cattolica di Milano. Inizia subito l'insegnamento, sua vera passione e vocazione, prima a Comacchio e poi a Ferrara.

## Anni romani
Nel 1950 viene chiamato a Roma dal Presidente Vittorino Veronese, Presidente dell'Azione Cattolica dell'epoca e impegnato nelle "grandi missioni" nel Mezzogiorno, che videro tra gli organizzatori più attivi anche la signorina Armida Barelli. Bruno girerà in lungo ed in largo la Calabria.
Dal 1952 al 1959, durante la Presidenza di Luigi Gedda, viene nominato Vice Segretario Generale dell'Azione Cattolica a Roma. L'idea forte di Bruno è quella di rendere "missionaria" l'associazione. Sono gli anni in cui l'Azione Cattolica raggiunge una forza numerica impressionante: gli iscritti sono quasi tre milioni e mezzo, ma caratterizzata da anime diverse per cui il progetto di Bruno di creare una "base missionaria" composta da iscritti delle varie associazioni al fine di costituire gruppi di lavoro unitari e di animazione cristiana non decolla.
L'idea di "missionarietà" dell'associazione non si attuerà se non nelle "campagne annuali" che lo troveranno impegnato nella loro ideazione e promozione. Il punto di partenza di questo rinnovamento (che sarà una significativa "scelta religiosa" di quegli anni) è la grande inchiesta sulla religiosità degli italiani. È un lavoro di cui Bruno è il principale promotore e che porterà alla raccolta di circa 25.000 schede-questionario preparate ed elaborate da un Istituto specializzato. Tutta questa operazione avvenne con discrezione. Nulla trapelò sulla stampa. Questa riservatezza rispettava lo scopo dell'inchiesta che non era quello di farsi belli nell'opinione pubblica, ma di convincere l'Associazione stessa che una grande scristianizzazione era alle porte e che non si poteva più contare sulla forza della tradizione religiosa che continuava a sfornare battezzati, cresimati e sposati in chiesa. La fede andava illanguidendosi ed una nuova evangelizzazione era necessaria. Pertanto ci si incentra in campagne annuali con un programma di studio, approfondimento e attività formative.

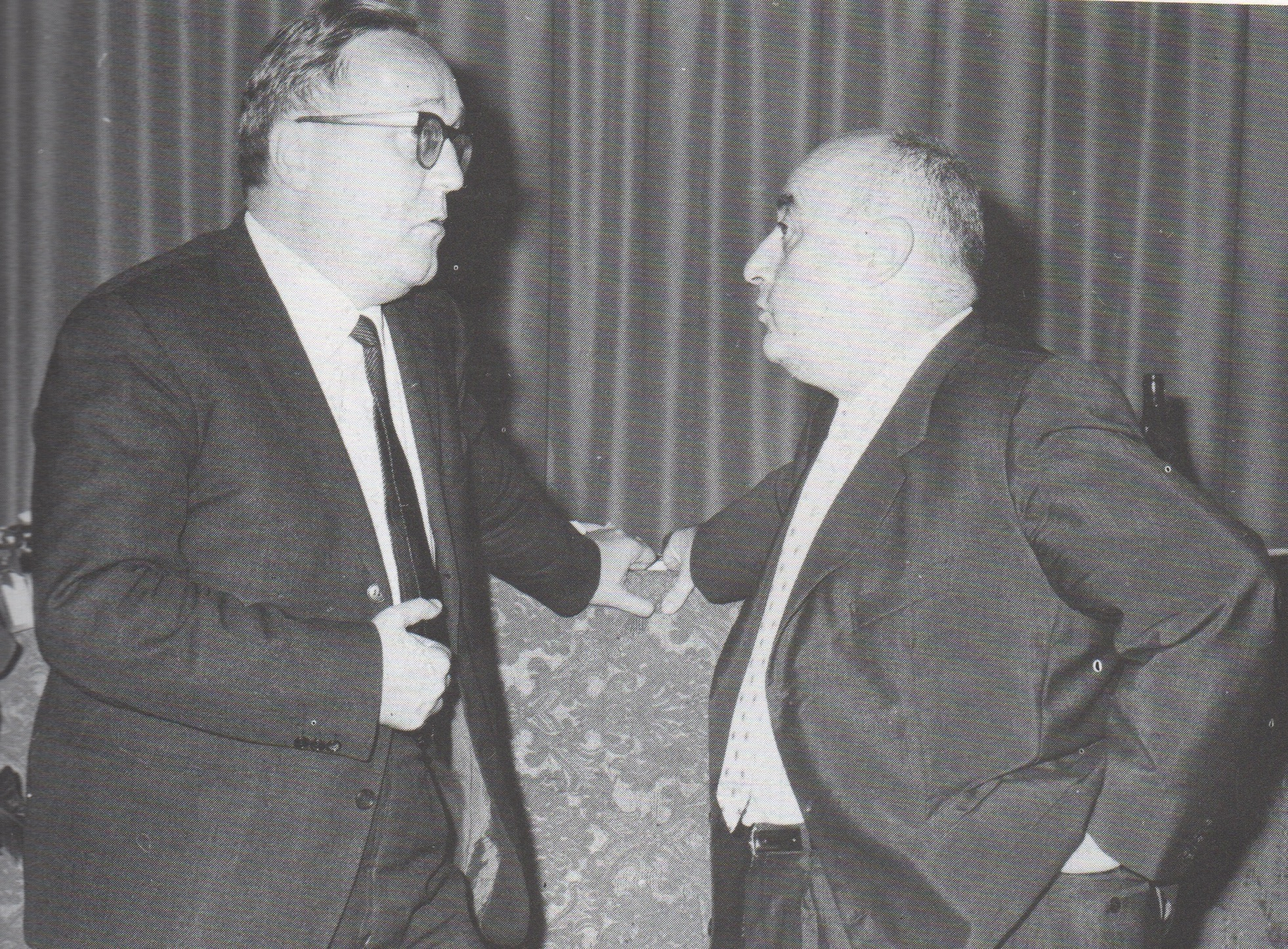
Vittorio Bachelet e Bruno Paparella

Nel 1959 viene nominato Segretario Generale dell'Azione Cattolica dal Presidente Agostino Maltarello. Verrà confermato anche sotto la Presidenza di Vittorio Bachelet, con assistente generale Mons. Franco Costa. Viene nominato Commendatore dell'Ordine di San Gregorio Magno.
Sono gli anni difficili della crisi dell'associazionismo e della contestazione. Tuttavia si realizza anche quello per cui Bruno aveva molto lavorato: l'unità dell'Azione Cattolica. Sono gli anni della c.d. "scelta religiosa" che, come detto da Mario Casella, "se ha un padre questo è proprio Bruno". Con il Presidente Vittorio Bachelet si susseguono anni di confronto nei quali le idee diverse sulla modalità di attuare tale trasformazione vanno di pari passo con la stima e l'apprezzamento del lavoro reciproco. 
Non è però un rinnovamento che lo accontenta e nel gennaio del 1972, ritiene terminato il suo compito e dà le dimissioni dalla sua carica di Segretario Generale. Rimarrà nel consiglio nazionale, perché nell'Assemblea nazionale del 1970 ha ottenuto più voti di tutti. Rimane il sostegno di larga parte dell'AC, in particolare dell'amico Pietro Schiano. 
Dal 1974 al 1977, chiamato da Giancarlo Brasca (Rettore in quegli anni é Giuseppe Lazzati), è responsabile dell’Educazione permanente dell’Università Cattolica di Milano collaborando, tra gli altri, con Maria Dutto, che diventerà poi Presidente dell'Azione Cattolica di Milano. In quegli anni riprende a viaggiare molto in ogni parte d'Italia.

## Malattia
All'inizio del 1977, si manifestano i primi segni della malattia. Ha un malore e perde conoscenza mentre era a Milano. Il male terribile che lo colpirà al cervello e che nemmeno un'operazione riuscirà a debellare, si manifestava così per la prima volta.
Viene ricoverato in un primo periodo a Ferrara e poi trasferito al Policlinico Gemelli a Roma, ma purtroppo non c'è più nulla da fare. Muore prematuramente la mattina del 28 ottobre 1977.
In quelle settimane la sua stanza è un continuo passaggio di amici, dei loro familiari. I figli di Vittorio Bellucci, amico dai primi anni di militanza in Azione Cattolica, si alternano per aiutare la sorella Lydia nell'assistenza di Bruno. Il Presidente Vittorio Bachelet, già impegnato nel Consiglio Superiore della Magistratura, passerà interi pomeriggi di silenzioso dialogo con il suo ex collaboratore.

## Ricordo degli amici e della città
Nel 1985 l'Azione Cattolica di Ferrara, in quel periodo presieduta dal suo amico di infanzia Giuseppe Ferraresi, ricorderà la figura di Bruno in un Convegno il 28 settembre presso la sede dell'AC di Ferrara - Via Montebello n. 8. 

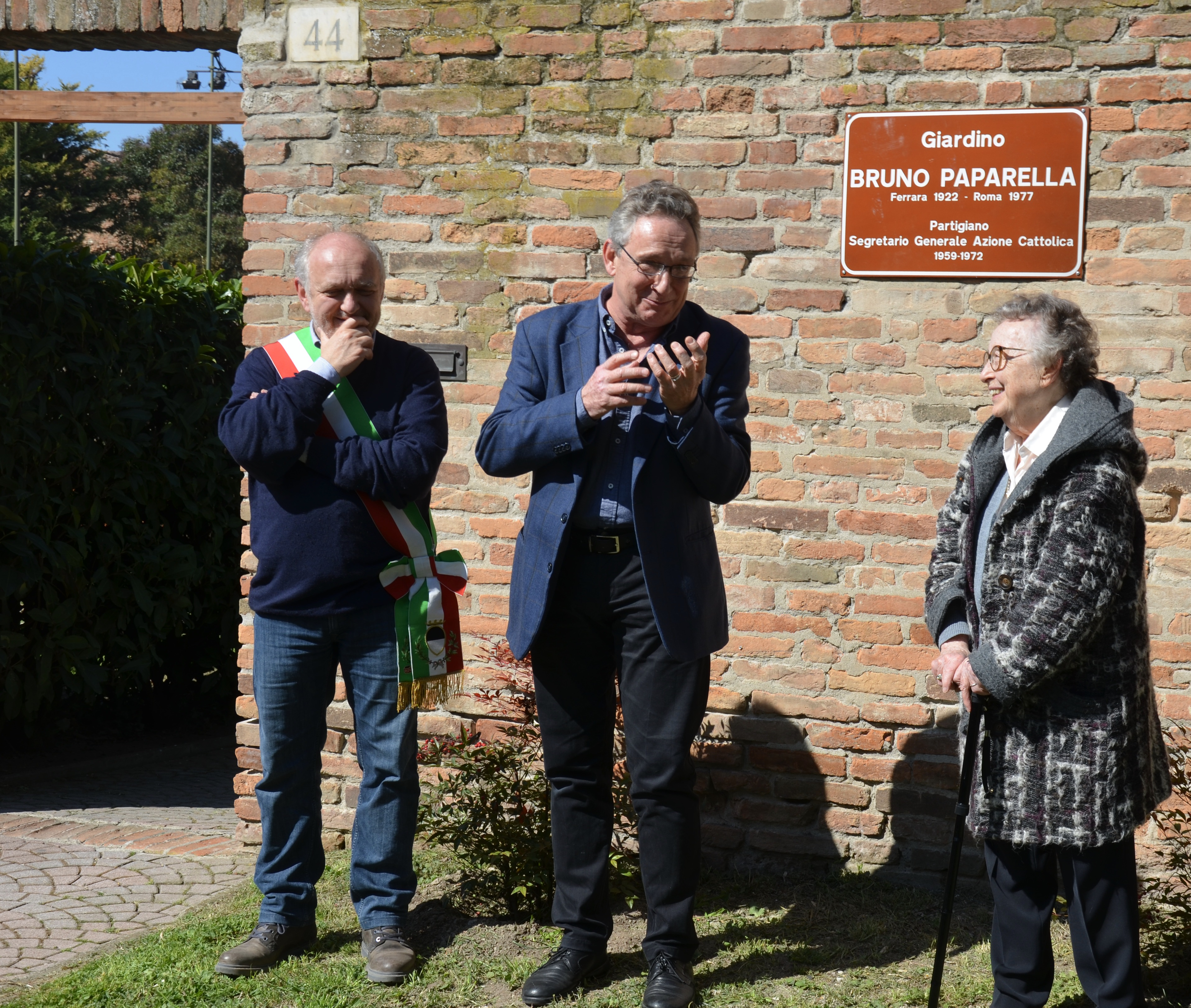
Inaugurazione della targa in memoria di Bruno Paparella. Da sx il Sindaco Avv. Tiziano Tagliani, il prof. Giovanni Bachelet, la sorella di Bruno, Lydia.

Nel 1987 a dieci anni dalla scomparsa alcuni degli interventi del Convegno di due anni prima, nonché numerose testimonianze, ricordi e riflessioni oltre ad alcuni scritti di Bruno verranno pubblicati a cura di Giovanni Fallani, suo amico fraterno e già responsabile ufficio stampa dell'Azione Cattolica. Gli amici lo ricordano come persona profonda, intelligente, mai banale con una forte vena di humor con la quale sdrammatizzava ogni situazione. Avido lettore aveva una vera e propria passione per il mondo anglosassone, di cui ammirava la figura di San Tommaso Moro e gli scritti di C. S. Lewis ed in particolare "le lettere di Berlicche" che regalava agli amici e alle persone che stimava.
Il 19 maggio 2018 l'Azione Cattolica di Ferrara-Comacchio, su iniziativa della sua Presidente Chiara Ferraresi, ricorderà Bruno al termine del Convegno Diocesano tenuto da Paola Bignardi, Presidente dell'Azione Cattolica dal 1999 al 2005.
Il 23 marzo 2019 il Comune di Ferrara ha dedicato un giardino pubblico alla sua memoria che è stata inaugurata alla presenza della sorella Lydia, della Presidente Diocesana dell'Azione Cattolica prof.ssa Chiara Ferraresi, di Mons. Andrea Zerbini, del Sindaco Tiziano Tagliani e del Prof. Giovanni Battista Bachelet figlio del Presidente dell’Azione Cattolica degli anni ’60/70, Vittorio Bachelet. In questa occasione viene ristampato il volume "Per Bruno Paparella" a cura di Giovanni Fallani con gli articoli nel frattempo pubblicati sulla stampa nazionale e locale.
L'8 ottobre 2022 si è svolto a Ferrara un convegno a ricordo di Bruno Paparella nel quale sono intervenuti il prof. Giorgio Vecchio, il prof. Paolo Trionfini, S.E. Mons. Carlo Perego.

## Opere
- in Cent'anni di storia del Movimento cattolico ferrarese: I movimenti cattolici nell'immediato dopoguerra, Ferrara, Giunta diocesana di A.C. di Ferrara, 1968.
- in Riuscirà l'AC a ritrovare se stessa?, Roma, Editrice AVE, 1964.
- in Idee chiare sulla "Campagna", Roma, Editrice AVE, ottobre 1959.
- in Profughi ungheresi in San Pietro, Roma, Editrice AVE, gennaio 1957.
- in Valori insostituibili, Roma, Editrice AVE, ottobre 1953.
- in La realtà della Parrocchia fulcro dell'azione missionaria, Roma, Editrice AVE, giugno 1953.
- in Dobbiamo evitare la meccanizzazione dell'apostolato, Roma, Editrice AVE, novembre 1952.